# Cladosarsia capitata
Cladosarsia capitata är en nässeldjursart som beskrevs av Bouillon 1978. Cladosarsia capitata ingår i släktet Cladosarsia och familjen Cladosarsiidae. Inga underarter finns listade i Catalogue of Life.